# آرالكوم

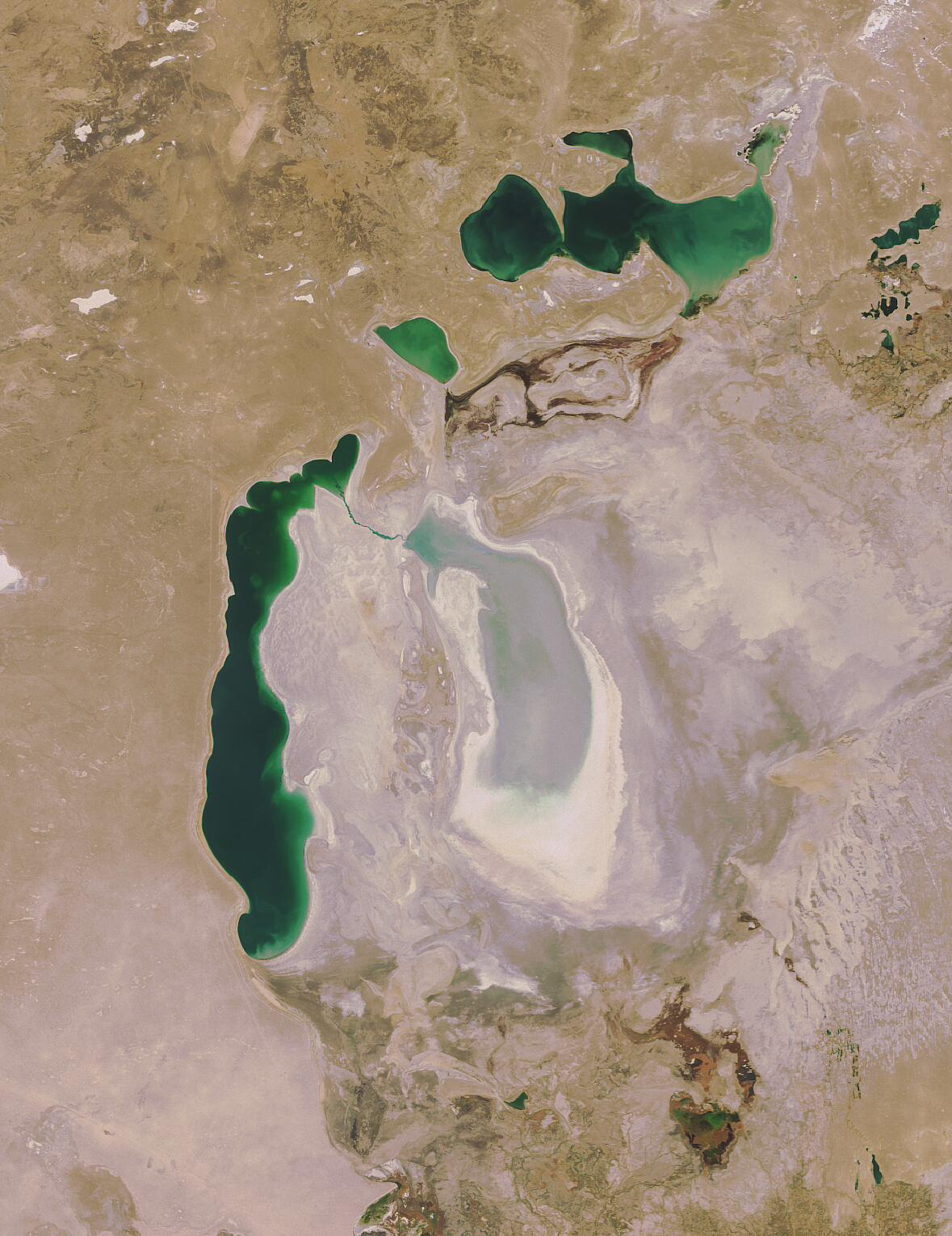
آرالكوم مع بقية المناطق من بحر آرال في عام 2008

آرالكوم (بالإنجليزية:Aralkum) هو الاسم الذي يطلق على الصحراء الجديدة التي ظهرت في قاع البحر من بحر آرال، وتقع في جنوب وشرق بحر آرال في أوزبكستان وكازاخستان.

## تاريخ الصحراء
وعلى الرغم من تذبذب مستوى بحر آرال المستمر، وكان آخر انخفاض لمستوى البحر ناجم عن الاتحاد السوفياتي السابق الذي قام ببناء مشاريع الري الضخمة في المنطقة، وترتب على التدفق الكبير من البحر على ذلك انخفاض حاد في وقت لاحق في منسوب المياه في بحر آرال، هذا على الرغم من أن بحر آرال الشمالي آخذ في التزايد في الوقت الحاضر، وجنوب بحر آرال ما تزال ينخفض يوما بعد يوم، وبالتالي يتوسع حجم الصحراء.

## غبار الصحراء
هناك ادعاءات على أن رمال آرالكوم تحتوي على غبار وتحتوي على ملوثات، وقد أدى موقع الصحراء الذي يقع بين الشرق والغرب على تكوين تيارات من الهواء التي تحتوي على مبيدات مختلطة بالمبيدات والتي وجدت في دم طيور البطريق في القطب الجنوبي، كما تم العثور على غبار صحراء آرالكوم في الأنهار الجليدية في جزيرة غرينلاند، وغابات من النرويج، ومجالات واسعة من أراضي روسيا.